# 沙桐
沙桐（1968年4月9日—），男，回族，河南郑州人，中国电视节目主持人，担任中国中央电视台体育节目主持人、播音员，中国共产党党员（2010年—）。1990年毕业于北京广播学院播音系。曾主持节目包括《赛车时代》、《北京2008》、《F1直播》、1996年至今的历届奥运会，担任2008年奥运会以来的“中国奥运报道主持人国家队”总主持人。

## 简介
沙桐的父亲是郑州市话剧团演员，母亲是京剧演员。因此他小时候的梦想也是想当一个演员。高中时在父亲的建议下选择报考北京广播学院争当一名电视主持人。
赛车和保龄球是他的业余爱好。
2020年夏季奥林匹克运动会、2022年冬季奥林匹克运动会和2024年夏季奥林匹克运动会的开幕式均由沙桐和梁毅苗负责中央广播电视总台直播解说。

## 家庭
他妻子是女演员刘园园（2010年结婚，育有女儿秋秋），前妻是女演员原华（生有一个孩子）。2023年2月28日，沙桐与刘园园解除婚姻关系。